# Filip Hronek
Filip Hronek (* 2. November 1997 in Hradec Králové) ist ein tschechischer Eishockeyspieler, der seit März 2023 bei den Vancouver Canucks aus der National Hockey League unter Vertrag steht. Zuvor verbrachte der Verteidiger etwa sieben Jahre in der Organisation der Detroit Red Wings.

## Karriere
Hronek verbrachte seine Juniorenzeit in der Nachwuchsabteilung seines Stammklubs Mountfield HK, wo er alle U-Mannschaften bis hin zur U20 durchlief. Mit selbiger stieg der Verteidiger in der Saison 2014/15 in die U20-Extraliga auf. Hronek selbst feierte in dieser Saison als 17-Jähriger sein Debüt im Profikader von Mountfield HK in der Extraliga. Dort war er in der Saison 2015/16 mit 40 Einsätzen über weite Teile der Spielzeit Stammspieler in der Profimannschaft. Darüber hinaus absolvierte er auf Leihbasis auch Spiele für den Zweitligisten HC Stadion Litoměřice. Im anschließenden Sommer wurde er schließlich aufgrund seines großen Talents sowohl im NHL Entry Draft 2016 in der zweiten Runde an 53. Stelle von den Detroit Red Wings aus der National Hockey League als auch im KHL Junior Draft 2016 in der zweiten Runde an 41. Position von Salawat Julajew Ufa aus der Kontinentalen Hockey-Liga ausgewählt.
Der Tscheche wurde daraufhin im Juli 2016 von den Red Wings unter Vertrag genommen, woraufhin er auf Wunsch Detroits nach Nordamerika wechselte. Dort verbrachte er die Saison 2016/17 bei Saginaw Spirit, der ihn beim CHL Import Draft 2016 in der ersten Runde an Position 14 gezogen hatte, in der Juniorenliga Ontario Hockey League. Mit 61 Scorerpunkten und der Wahl ins Third All-Star Team der Liga stellte Hronek seine Qualitäten unter Beweis. Zum Saisonende wurde er deshalb ins Farmteam der Detroit Red Wings, den Grand Rapids Griffins aus der American Hockey League, beordert, wo der Abwehrspieler zu zwölf weiteren Einsätzen im Profibereich kam und mit dem Team den Gewinn des Calder Cups feierte. Mit Beginn der Saison 2017/18 gehörte der Defensivakteur zum festen Kader der Griffins und schaffte am Saisonende den Sprung ins AHL All-Rookie Team. Zu Beginn der Saison 2018/19 debütierte Hronek schließlich bei den Red Wings in der NHL. Nachdem er zwischenzeitlich wieder in der AHL zu Einsätzen gekommen war, etablierte er sich ab Mitte Dezember in der NHL und bestritt 46 Partien, in denen er 23-mal punktete. Ende August 2020 wurde Hronek von den Red Wings vorübergehend bis zum Start der Vorbereitung auf die NHL-Saison 2020/21 in Detroit an seinen Heimatverein Mountfield HK ausgeliehen, bei dem er in der tschechischen Extraliga Spielpraxis sammelte.
Im September 2021 unterzeichnete Hronek einen neuen Dreijahresvertrag in Detroit, der ihm ein durchschnittliches Jahresgehalt von 4,4 Millionen US-Dollar einbringen soll. Bereits im März 2023 jedoch gaben ihn die Red Wings mitsamt einem Viertrunden-Wahlrecht im NHL Entry Draft 2023 an die Vancouver Canucks ab und erhielten im Gegenzug ein konditionales Erstrunden-Wahlrecht sowie ein Zweitrunden-Wahlrecht im gleichen Draft. Das Erstrunden-Wahlrecht stammte aus dem Trade für Bo Horvat und blieb somit Top-12-geschützt, hätte sich also um ein Jahr nach hinten verschoben, falls es sich unter den ersten zwölf Positionen befunden hätte – dies geschah nicht. Im Juni 2024 unterzeichnete der Tscheche einen neuen Achtjahresvertrag in Vancouver, der ihm ein durchschnittliches Jahresgehalt von 7,25 Millionen US-Dollar einbringen soll.

### International
Für sein Heimatland bestritt Hronek im Juniorenbereich die U18-Junioren-Weltmeisterschaft 2015 sowie die U20-Junioren-Weltmeisterschaften 2016 und 2017. Bei letzterer führte er das Team der tschechischen U20-Nationalmannschaft als Mannschaftskapitän an. Eine Medaille konnte der Verteidiger bei allen drei Turnieren, bei denen er in insgesamt 15 Einsätzen neun Scorerpunkte verbuchte, nicht gewinnen.
Sein Debüt in der A-Nationalmannschaft gab Hronek im Alter von 21 Jahren bei der Weltmeisterschaft 2018 in Dänemark, wo er in acht Turnierspielen drei Punkte sammelte. Im folgenden Jahr stand er bei der Weltmeisterschaft 2019 in der Slowakei abermals im Aufgebot und erreichte mit der Mannschaft den vierten Platz. Er selbst wurde zum besten Verteidiger der Welttitelkämpfe ernannt und ins All-Star-Team berufen. Bei der Weltmeisterschaft 2022 in Finnland gewann Hronek mit dem tschechischen Team die Bronzemedaille.

## Erfolge und Auszeichnungen
- 2015 Aufstieg in die U20-Extraliga mit dem HC Hradec Králové
- 2017 OHL Third All-Star Team
- 2017 Calder-Cup-Gewinn mit den Grand Rapids Griffins
- 2018 AHL All-Rookie Team

### International
- 2019 Bester Verteidiger der Weltmeisterschaft
- 2019 All-Star-Team der Weltmeisterschaft
- 2022 Bronzemedaille bei der Weltmeisterschaft

## Karrierestatistik
Stand: Ende der Saison 2024/25

### International
Vertrat Tschechien bei:
| - U18-Junioren-Weltmeisterschaft 2015 - U20-Junioren-Weltmeisterschaft 2016 - U20-Junioren-Weltmeisterschaft 2017 - Weltmeisterschaft 2018 | - Weltmeisterschaft 2019 - Weltmeisterschaft 2021 - Weltmeisterschaft 2022 - Weltmeisterschaft 2025 |

(Legende zur Spielerstatistik: Sp oder GP = absolvierte Spiele; T oder G = erzielte Tore; V oder A = erzielte Assists; Pkt oder Pts = erzielte Scorerpunkte; SM oder PIM = erhaltene Strafminuten; +/− = Plus/Minus-Bilanz; PP = erzielte Überzahltore; SH = erzielte Unterzahltore; GW = erzielte Siegtore; 1 Play-downs/Relegation; Kursiv: Statistik nicht vollständig)